# Star Wars: Galaxy's Edge
Star Wars: Galaxy's Edge is een themagebied in de Amerikaanse attractieparken Disneyland Park waar het werd geopend op 31 mei 2019, en Disney's Hollywood Studios, waar het geopend werd op 29 augustus 2019. Het themagebied is gebaseerd op de Star Wars-franchise, met als setting een handelspost op de fictieve planeet Batuu. De ontwerpers hebben bij de realisatie van het themagebied zich laten inspireren op de Grote Bazaar van Istanboel. De objecten en decoraties die te vinden zijn in het themagebied zijn onder meer afkomstig van vlooienmarkten, een vliegtuigkerkhof en defensie.

## Geschiedenis
Star Wars: Galaxy's Edge werd voor het eerst aangekondigd door de CEO van The Walt Disney Company, Bob Iger, op de D23 Expo van 15 augustus 2015, alhoewel de naam van het gebied toen nog niet bekend was. Galaxy's Edge werd aangekondigd als een nieuw gebied voor zowel het Disneyland Park in Anaheim als Disney's Hollywood Studios in Orlando. Het gebied werd aangekondigd als een wereld die bewoond zou worden door verschillende figuren (mensen, aliens en droids) en waarbij alles (attracties en entertainment) ten dienste zou staan van de storytelling van het gebied. Later werd bekend dat het gebied bovendien niet gebaseerd zou zijn op een bestaande wereld uit de Star Wars-franchise, maar dat de setting van het gebied een "nieuwe" planeet betrof, die nog niet eerder in de films aan bod was gekomen. In 2017 werd vervolgens bekendgemaakt dat de naam van de planeet Batuu zou zijn, en dat de naam van het stadje de Black Spire Outpost zou zijn. Deze naam werd eveneens genoemd in de film Solo: A Star Wars Story, die in 2018 uitkwam.
Met de bouw van de gebieden in zowel Anaheim als Orlando werd begonnen in april 2016, waarbij werd aangekondigd dat het plan was om beide gebieden te openen in 2019. Op voorhand werd al aangekondigd dat het gebied in Disneyland eerder zou openen dan het gebied in het Walt Disney World Resort. In Anaheim zijn allereerst enkele back-of-the-house faciliteiten verplaatst om plaats te maken voor het nieuwe gebied. Daarnaast werden vanaf januari 2016 enkele attracties in Frontierland en Critter Country gesloten om de bouw van Galaxy's Edge te faciliteren. Het restaurant Big Thunder Ranch werd volledig gesloten en gesloopt; de Disneyland Railroad en de Rivers of America met bijbehorende attracties werden tijdelijk gesloten, om weer open te gaan in juli van 2017. Het traject van de Disneyland Railroad en de Rivers of America zijn enigszins verlegd om meer ruimte te creëren voor Galaxy's Edge, waarbij de noordelijke zijde van de Rivers of America een nieuwe aankleding met rotspartijen en watervallen heeft gekregen. Star Wars: Galaxy's Edge zelf werd op 30 mei 2019 toegewijd door Bob Iger en Star Wars-filmsterren George Lucas, Billy Dee Williams, Mark Hamill en Harrison Ford en geopend voor het publiek op 31 mei 2019. De attractie Star Wars: Rise of the Resistance ging op die dag nog niet open - deze werd op 17 januari 2020 geopend.
In Disney's Hollywood Studios werd het grootste gedeelte van de Streets of America gesloten en gesloopt om plaats te maken voor Galaxy's Edge. De attracties Studio Backlot Tour, Lights, Motors, Action! Extreme Stunt Show en Honey, I Shrunk the Kids: Movie Set Adventure werden daarbij voorgoed gesloten, samen met enkele eet- en winkelgelegenheden. De overgebleven gebieden van de Streets of America zijn vervolgens omgedoopt tot Grand Avenue en Grand Park. De Orlandose Star Wars: Galaxy's Edge werd uiteindelijk geopend op 29 augustus 2019, met in het attractieaanbod enkel nog Millennium Falcon: Smugglers Run. Star Wars: Rise of the Resistance werd in Orlando geopend op 5 december 2019. Anders dan in Disneyland Park zal dit Galaxy's Edge-gebied eveneens gekoppeld worden aan een nabijgelegen Star Wars-hotel: Star Wars: Galactic Starcruiser.

### Bouwfoto's

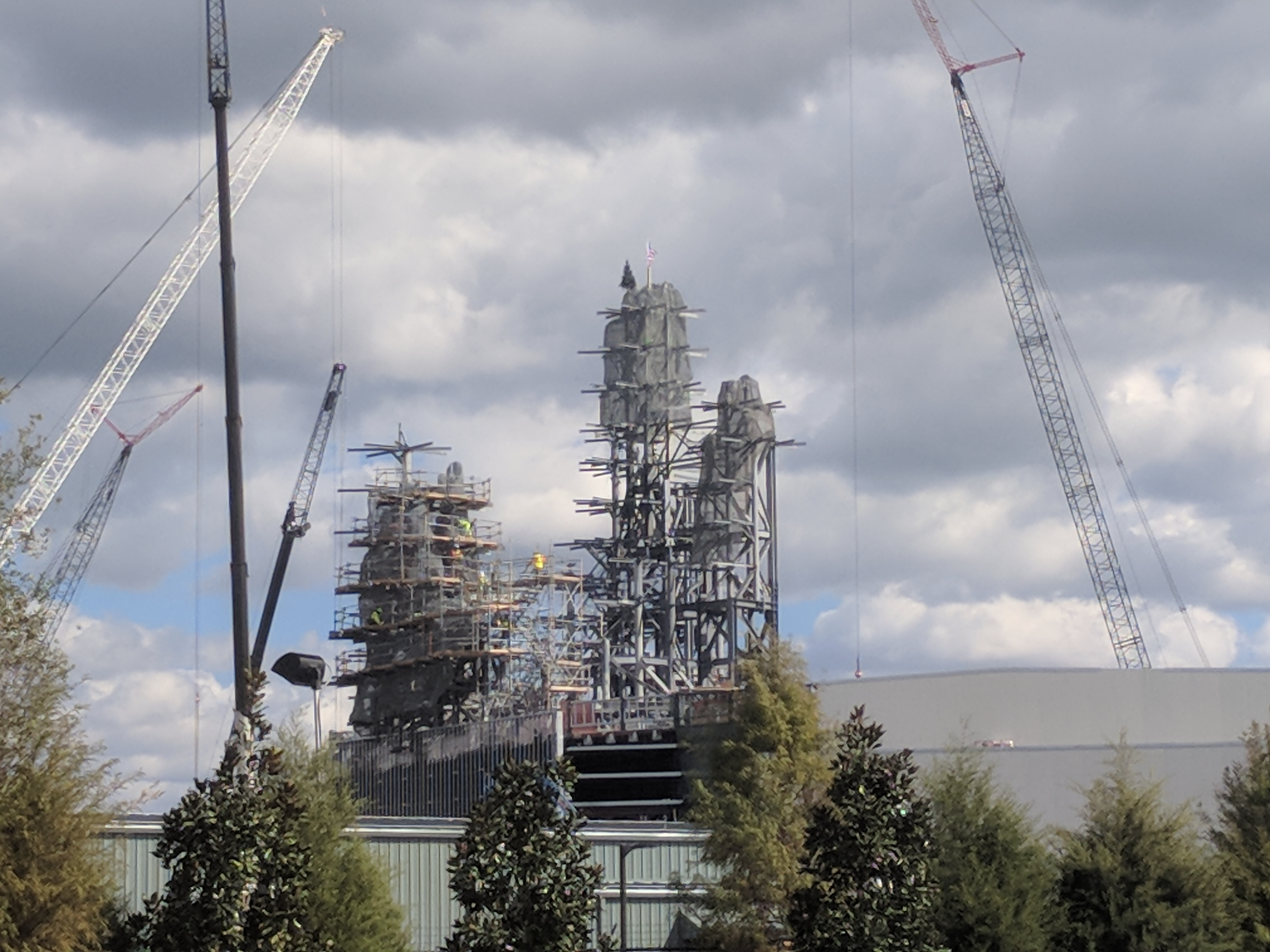
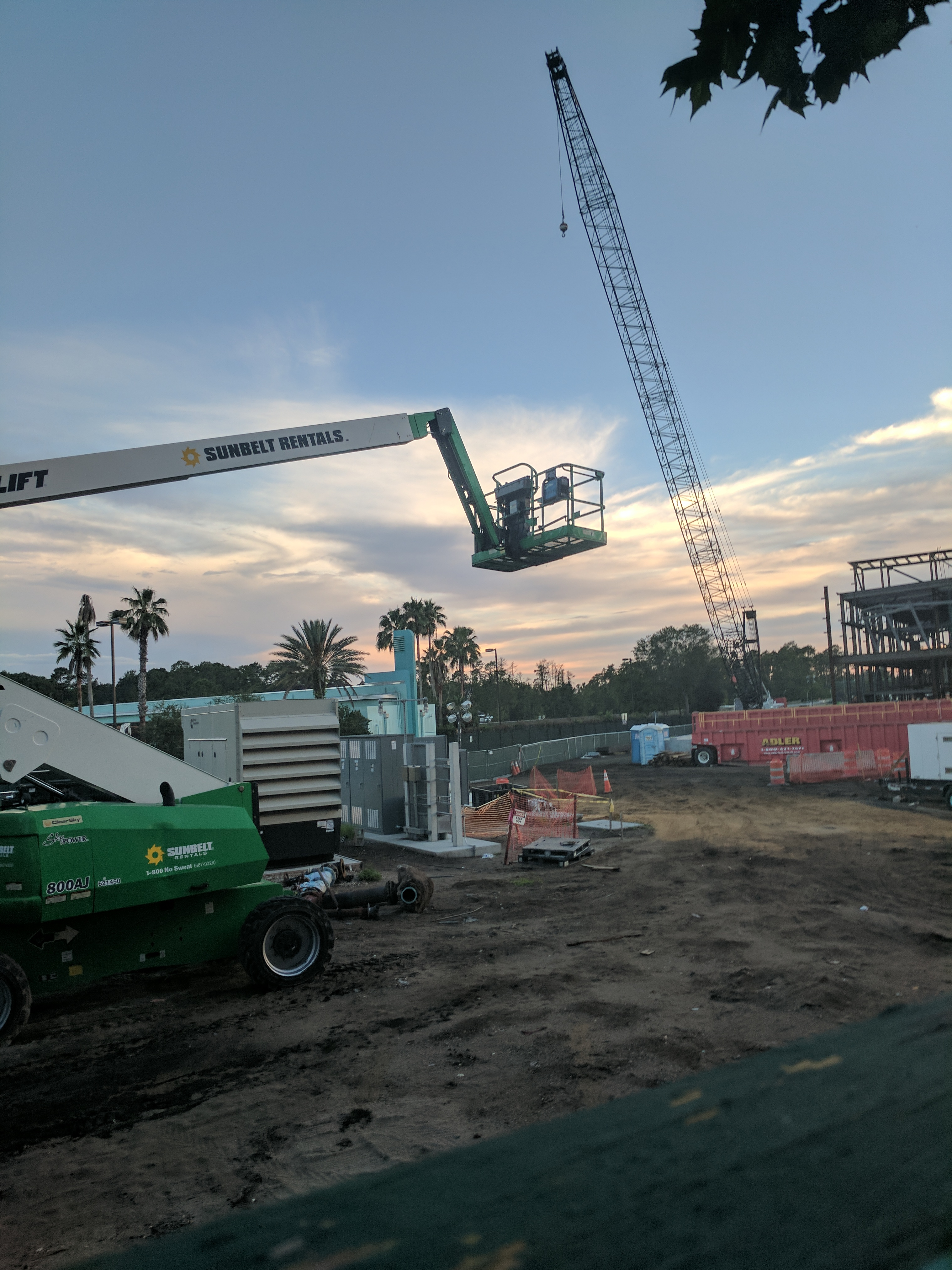
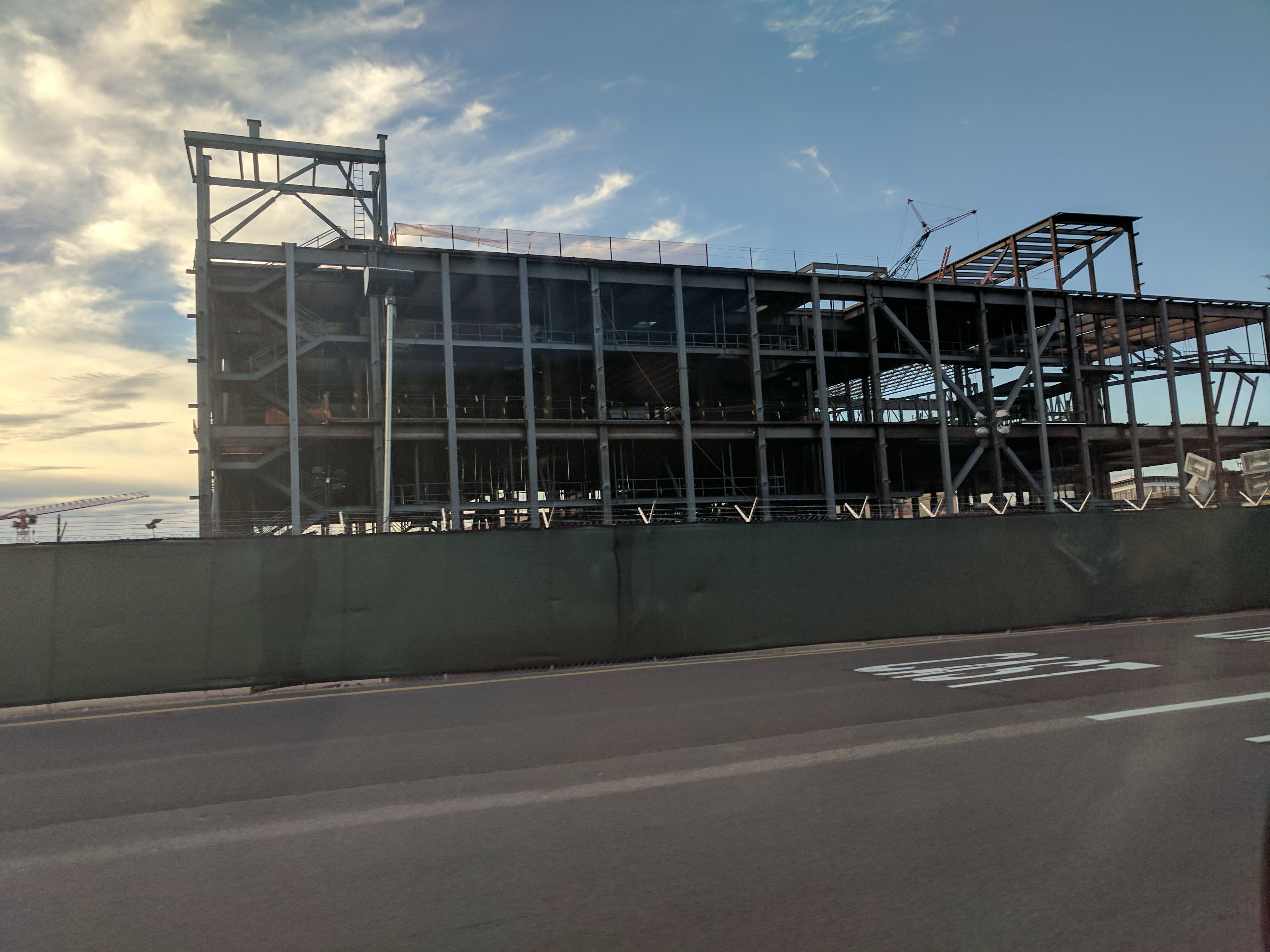

## Faciliteiten
| - Millennium Falcon: Smugglers Run - Star Wars: Rise of the Resistance - Oga's Cantina - Docking Bay 7 Food and Cargo - Ronto Roasters - Kat Saka's Kettle - The Milk Stand | - Savi's Workshop - Dok-Ondar's Den of Antiquities - Mubo's Droid Depot - Bina's Creature Stall - Toydarian Toyshop - First Order Caro - Resistance Supply |

## Afbeeldingen

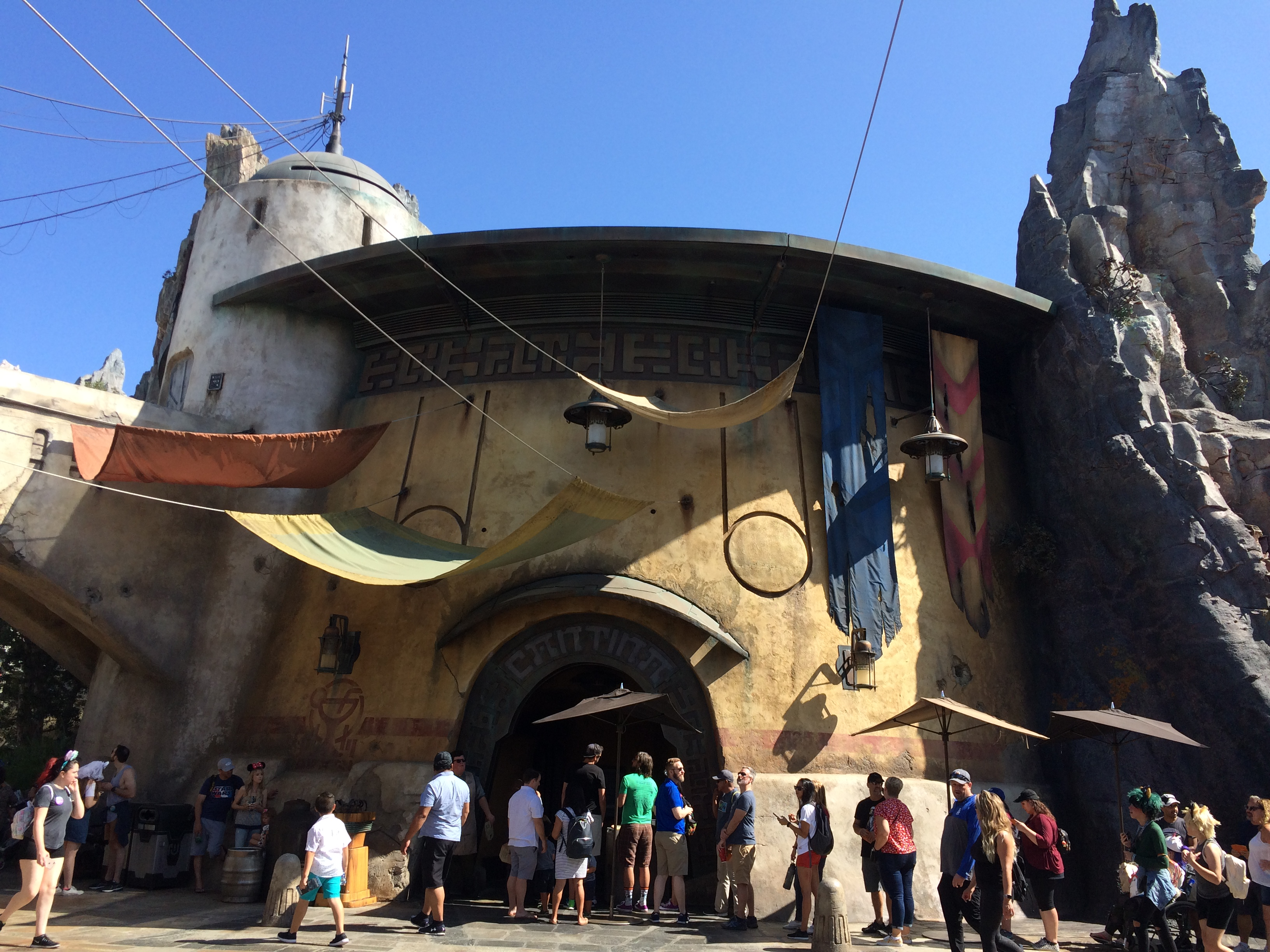
Oga's Cantina in het Disneyland Park (Anaheim)
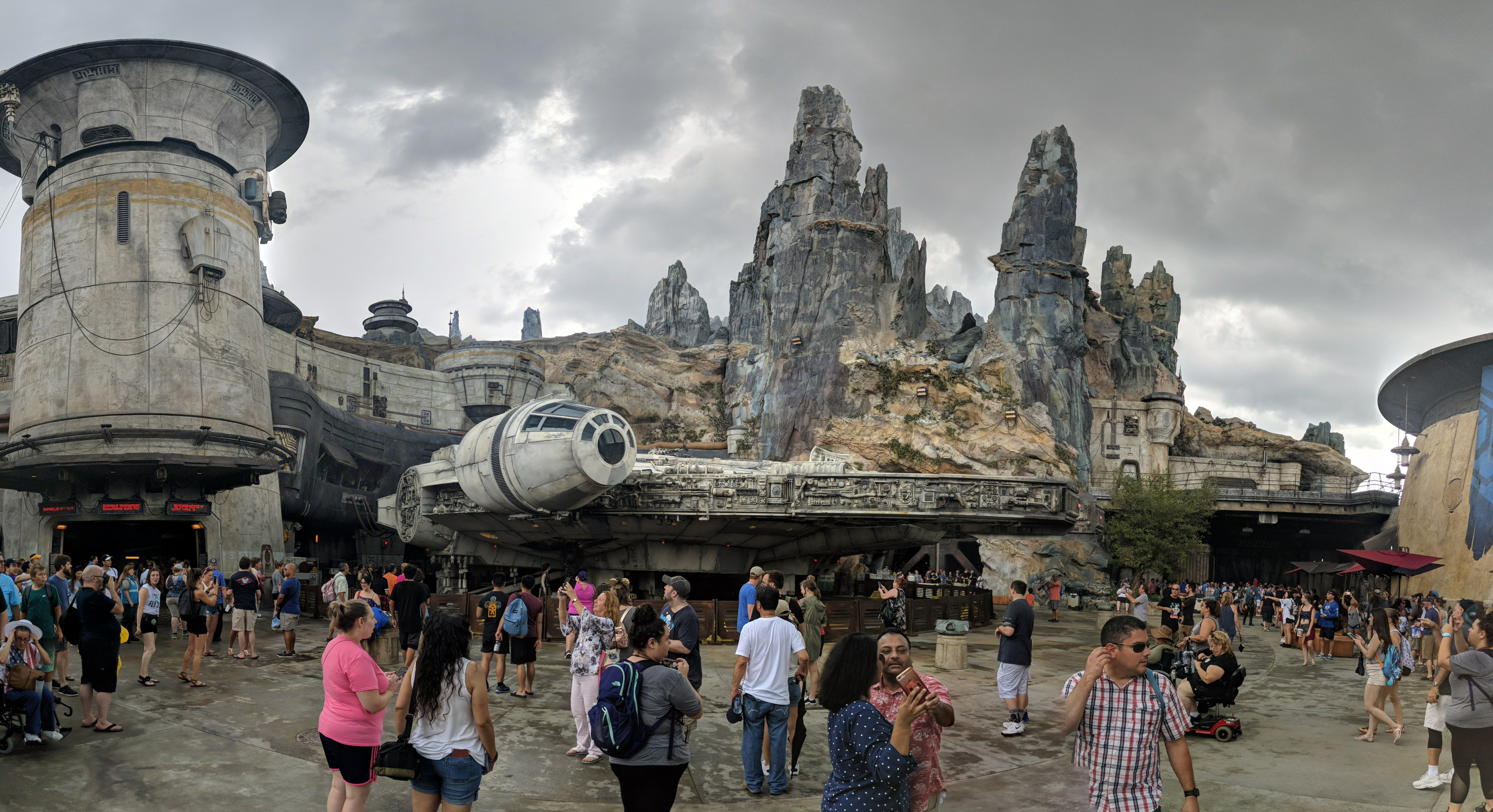
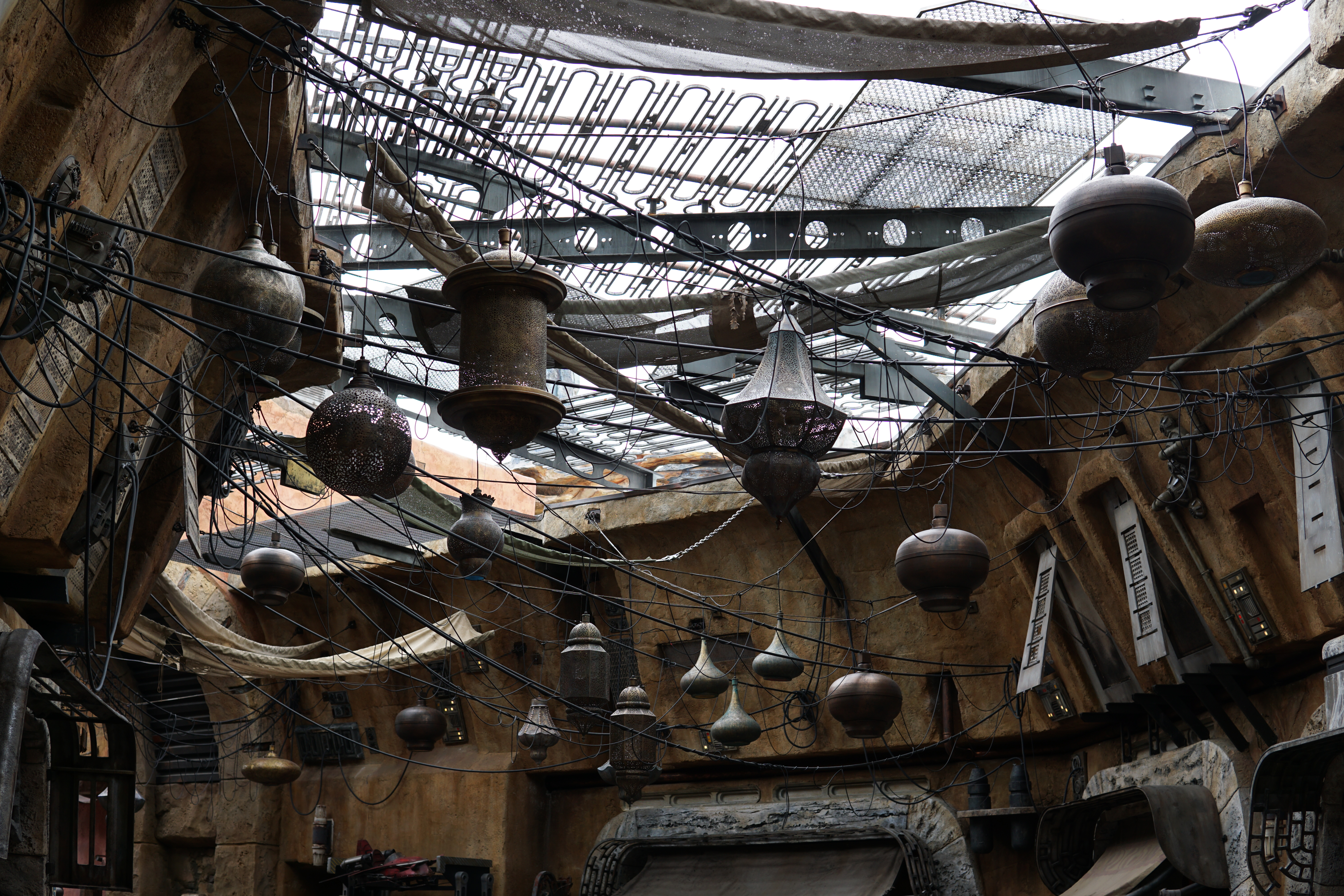
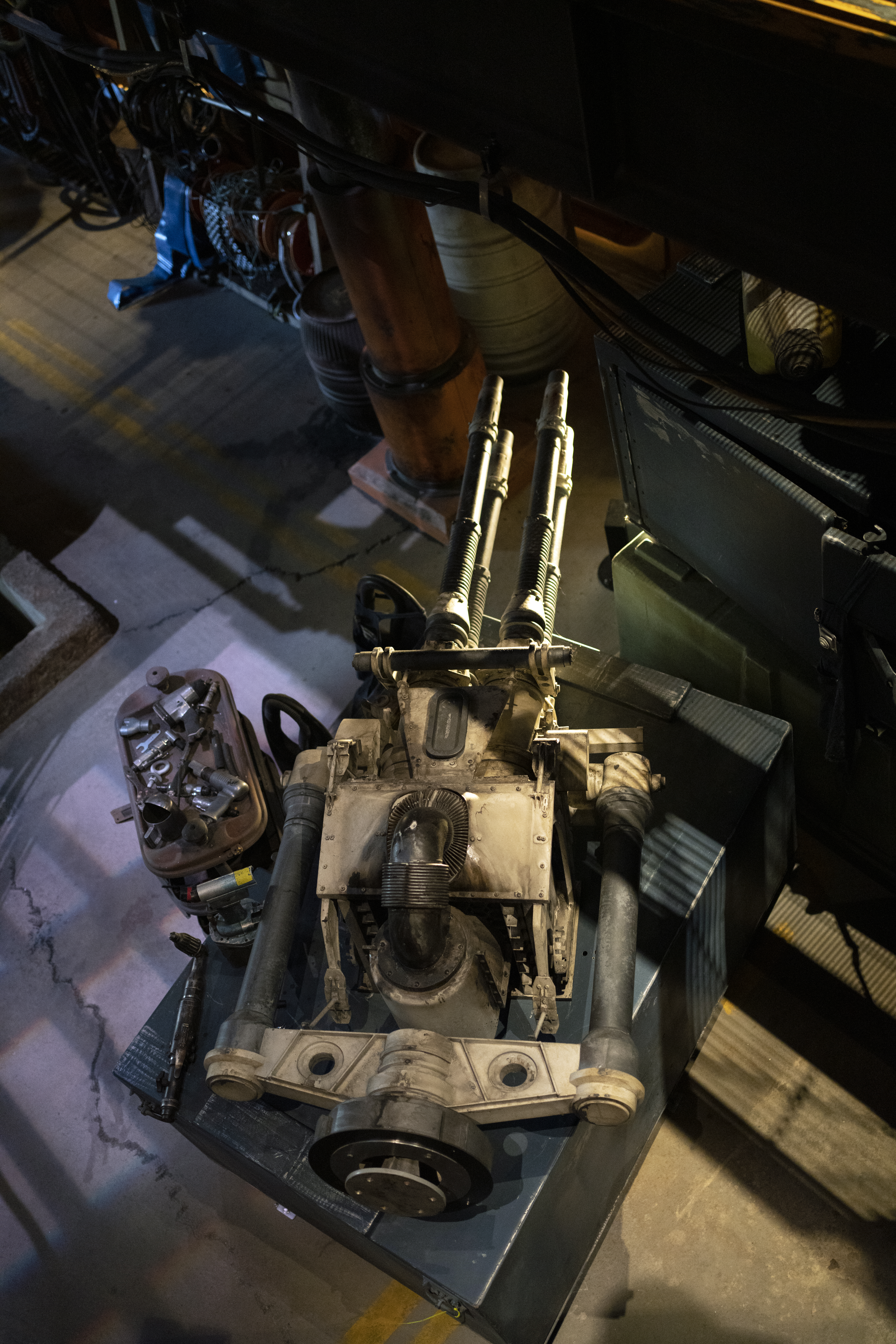
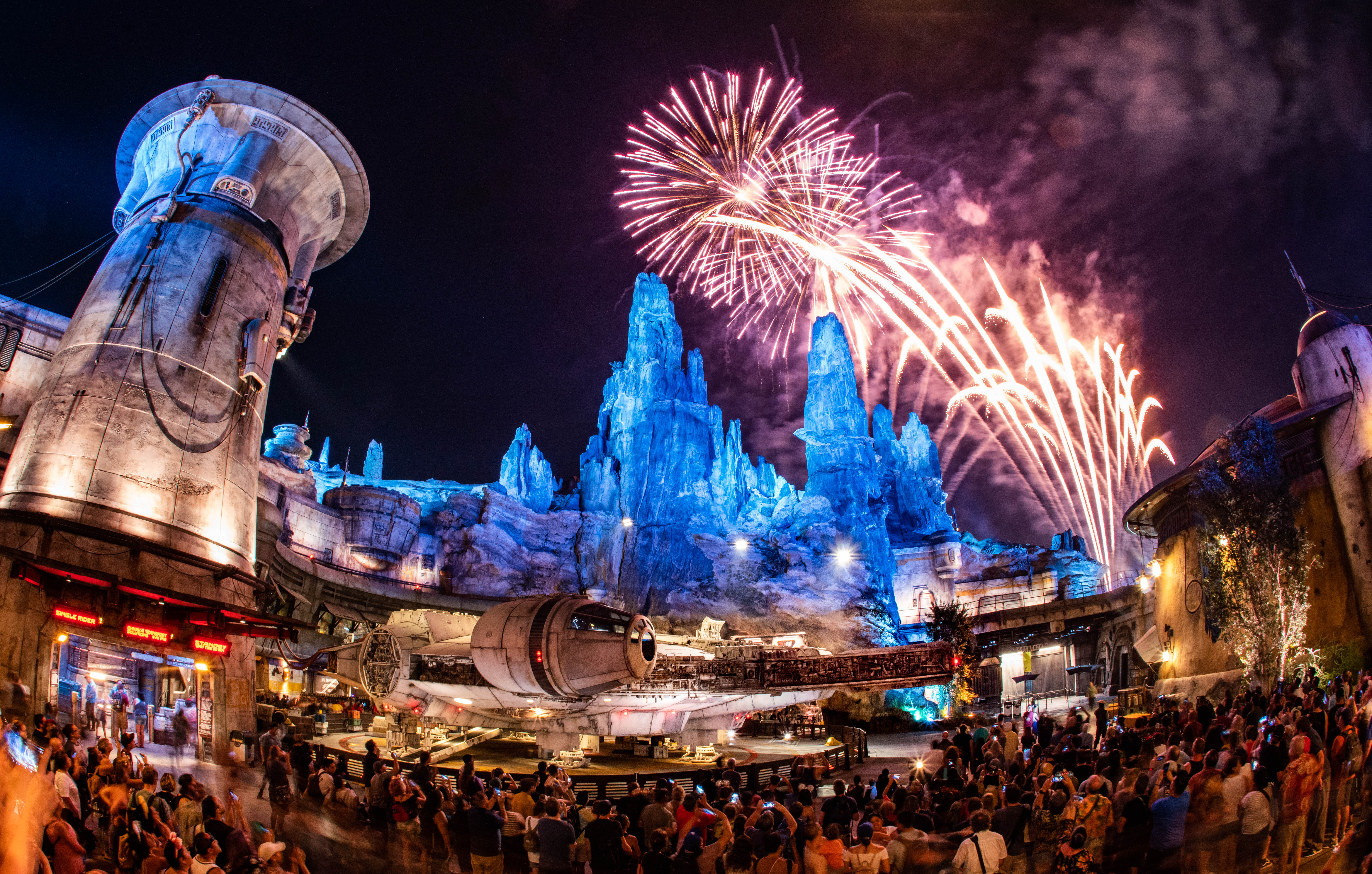
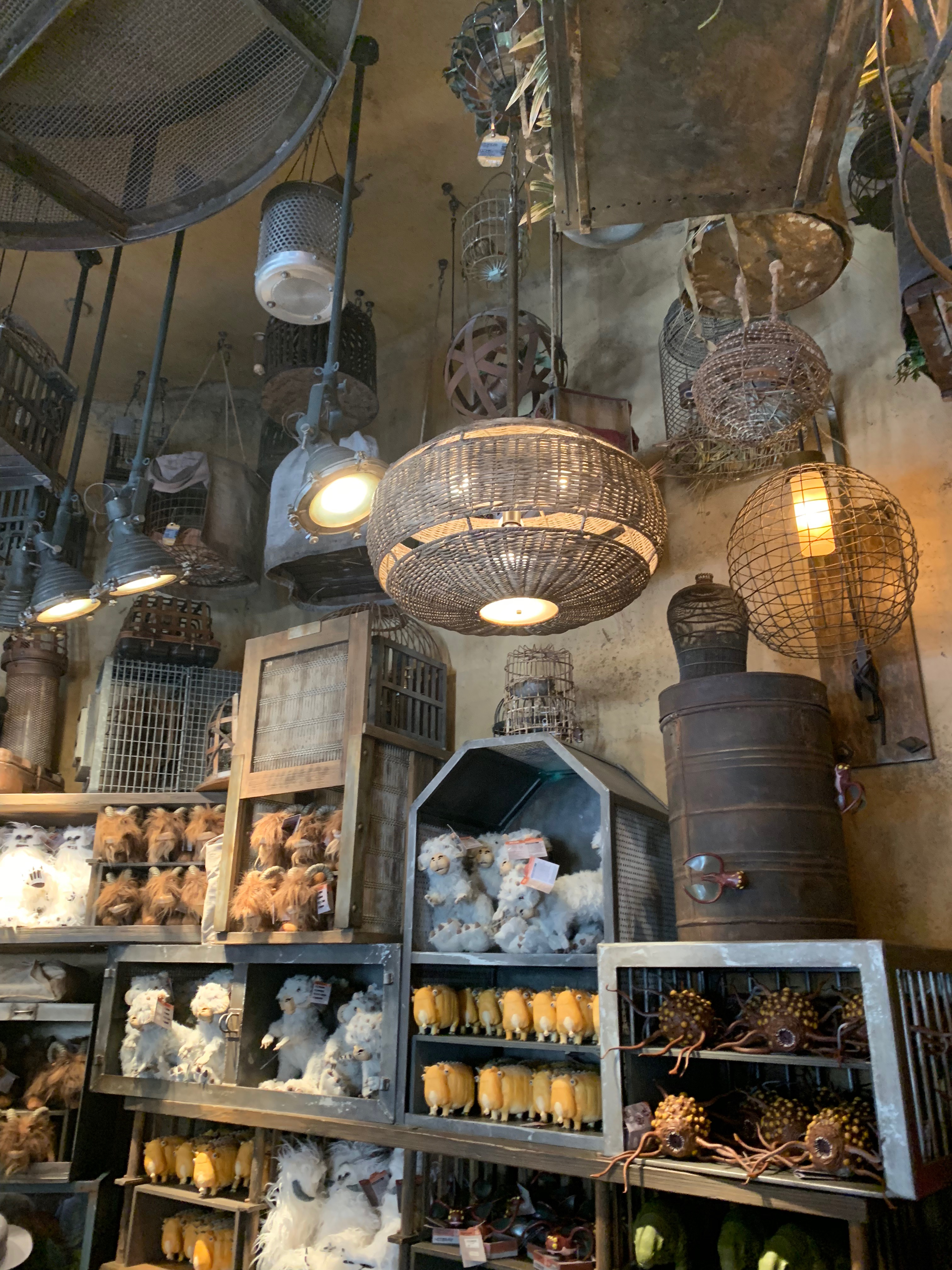
Souvenirwinkel

Disneyland Resort · Lijst van attracties in Disneyland Park · Sleeping Beauty Castle · afbeeldingen
Walt Disney World Resort · Earful Tower · The Sorcerer's Hat · afbeeldingen